# Jacques Anquetil
Jacques Anquetil, francoski kolesar, * 8. januar 1934, Mont-Saint-Aignan, † 18. november 1987, Rouen.
Jacques Anquetil je bil prvi francoski kolesar, ki je petkrat zmagal na Dirki po Franciji (1957 in  1961-1964). Najprej je nastopal le kot amaterski kolesar, nato pa je prestopil med profesionalce. Devetkrat je zmagal na posamičnem kronometru za Veliko nagrado narodov, postavil pa je tudi rekord v hitrosti vožnje na čas. Tudi na »Touru« je blestel predvsem v kronometrih, kjer si je vedno zagotovil neulovljivo prednost pred ostalimi, saj je zmagoval tudi s petnajstminutno razliko, kar je v današnjem času praktično nemogoče. Bil je tudi prvi kolesar, ki je osvojil vse tri velike etapne dirke (Giro d'Italia, Tour de France, Vuelta a España). Poleg vseh teh dosežkov pa je dosegel povsem nepredstavljivo, saj je v enem dnevu zmagal kar dve več kot 200 km dolgi dirki na različnih koncih Francije. Umrl je zaradi raka na želodcu.